# Belisana leclerci
Belisana leclerci là một loài nhện trong họ Pholcidae. Loài này được phát hiện ở Thái Lan.